# Pseudolasius fallax
Pseudolasius fallax är en myrart som beskrevs av Carlo Emery 1911. Pseudolasius fallax ingår i släktet Pseudolasius och familjen myror.

## Underarter
Arten delas in i följande underarter:
- P. f. fallax
- P. f. slamatensis